# Solanum heterantherum
Solanum heterantherum là loài thực vật có hoa trong họ Cà. Loài này được Witasek ex Reiche miêu tả khoa học đầu tiên năm 1909.